# گوزتپه (متروی استانبول)
گوزتِپِه (انگلیسی: Göztepe) یکی از ایستگاه‌های خط ام۴ متروی استانبول است.
این ایستگاه که در منطقه قاضی‌کوی قرار دارد در سال ۲۰۱۲ تأسیس شده‌است.